# Français signé
Le français signé  est un moyen de communication par lequel, la langue des signes d'un pays ou d'une communauté, est vassalisée à l'utilisation de sa langue vocale. Le français signé a couramment été utilisé par la génération des sourds instruits et éduqués pendant les deux premiers tiers du XIXe siècle, surtout après le congrès de Milan en 1880. Il s'agit d'un recours aux signes de la langue des signes française en les intégrant à la syntaxe du français vocal. 

## Emploi
En pratique, cela consiste à exprimer vocalement un français syntaxiquement correct tout en plaçant un signe ou un geste sur les mots qui peuvent être traduits par ce moyen. Ce système bimodal n'est pas très utilisé par les sourds. De manière épisodique, les sourds signants peuvent avoir recours au français signé pour s'adapter aux entendants, ne signant pas encore très bien, et faciliter la tâche à leur interlocuteur.[réf. nécessaire] Le français signé est souvent utilisé dans le cadre scolaire afin d'expliquer aux enfants sourds le fonctionnement du français écrit.
Pour conclure, le français signé ne peut pas être considéré comme une langue à part entière, mais plutôt comme un moyen mis en œuvre dans le cadre de stratégies communicationnelles définies et cadrées (transcodage du français écrit ou stratégie d'adaptation à des entendants ayant un faible niveau de langue des signes). 